# William Lamport
Pour les articles homonymes, voir Lamport.
William Lamport (né vers 1611/1615 à Wexford et mort en 1659 à Mexico) est un aventurier irlandais, connu au Mexique sous le nom de « Don Guillén de Lamport y Guzmán ».

## Biographie
En 1642, il tenta de fomenter une rébellion contre la couronne espagnole, avec l'aide de peuples noirs et indigènes, ainsi que de marchands créoles, mais fut dénoncé par un homme qu'il espérait recruter pour son plan et arrêté. Il a été jugé par l'Inquisition mexicaine pour sédition et exécuté en 1659.
Il prétendait être un fils bâtard du roi Philippe III d'Espagne et donc le demi-frère du roi Philippe IV.
Une statue de Lamport se trouve immédiatement à l'intérieur du monument de l'Ángel de la Independencia à Mexico.
Il serait l'une des inspirations pour le personnage Zorro.